# آی‌ان‌اس خوکری (پی۴۹)
آی‌ان‌اس خوکری (پی۴۹) (به انگلیسی: INS Khukri (P49)) یک کشتی است که طول آن 91.1 metres می‌باشد. این کشتی در سال ۱۹۸۶ ساخته شد.